# Selección femenina de rugby 7 de Bolivia
La selección femenina de rugby 7 de Bolivia es el equipo nacional de la modalidad de rugby 7 (7 jugadores) y está regulada por la Federación Boliviana de Rugby.

## Reseña histórica
Su primera competencia a nivel internacional fue el torneo de rugby en los Juegos Suramericanos de 2018, que se disputaron en la ciudad boliviana de Cochabamba.
En el torneo de Rugby 7 en los Juegos Bolivarianos de 2024 obtuvieron sus primeras victorias derrotando a los seleccionados de Panamá y Ecuador, finalizando en la sexta posición.

## Participaciones en copas

### Juegos Suramericanos
- Cochabamba 2018: 7º puesto (último)
- Asunción 2022: 9º puesto (último)

### Juegos Bolivarianos
- Ayacucho 2024: 6º puesto